# Outaya grisescens
Outaya grisescens är en fjärilsart som beskrevs av Pierre Chrétien 1911. Outaya grisescens ingår i släktet Outaya och familjen nattflyn. Inga underarter finns listade i Catalogue of Life.